# Wärtsilä Marine
Wärtsilä Marine (en finnois : Wärtsilä Meriteollisuus) (en suédois : Wärtsilä Marinindustri) est une entreprise de construction navale finlandaise. L'entreprise est créée en 1987 dans le but d'améliorer la productivité de la construction navale en regroupant les chantiers Wärtsilä et Valmet sous la même organisation. Les chantiers sont situés à Helsinki et Turku. L'entreprise fait faillite en 1989. Les activités de ces chantiers se poursuivent sous le nom de Masa-Yards.

## Contexte
Au cours des années 70 et 80, la construction navale européenne souffre d'une capacité trop élevée et d'une forte concurrence. Les constructeurs navals asiatiques se sont développés rapidement et ont pris le contrôle d'une grande partie du marché. La combinaison de la hausse des coûts salariaux et du dumping des prix conduit à une situation difficile pour de nombreux constructeurs navals européens. Les constructeurs navals suédois ont déjà rencontré des difficultés dans les années 1970, mais se sont maintenus en vie grâce à des subventions massives.
En raison des exportations soviétiques, les constructeurs navals finlandais travaillent à un assez bon niveau jusqu'aux années 1980. Le plan quinquennal de 1981–1985 garantit la charge de base vitale pour les chantiers finlandais, mais le plan de 1986–1990 signifie la fin de l'âge d'or pour l'exportation soviétique. Les Soviétiques négocient des prix très bas pour les quelques navires inclus dans le plan, et la quantité commandée reste encore bien inférieure. Les navires fabriqués pour l'Union soviétique sont inclus dans l'accord bilatéral entre les deux pays et celui-ci se déséquilibre, les exportations soviétiques vers la Finlande ayant considérablement diminué. Afin de maintenir l'emploi dans ses chantiers navals, le gouvernement finlandais décide de livrer les navires à l'Union soviétique à crédit.

## Fondation de Wärtsilä Marine
En 1986, les deux principaux constructeurs navals de Finlande, Wärtsilä et Valmet, conviennent de créer leurs unités commerciales de construction navale et de fermer les moins compétitives, c'est-à-dire les chantiers Valmet. Dans le cadre de la réorganisation, Wärtsilä sépare ses activités de construction de moteurs diesel à Turku et Vaasa de l'organisation de construction navale à une unité commerciale distincte, Wärtsilä Diesel Oy. La propriété de la nouvelle entreprise de construction navale est partagée de sorte que 30% vont à Valmet et 70% à Wärtsilä. L'industrie des machines à papier de Wärtsilä est transférée à Valmet en guise de paiement. Au début, l'État accorde un allégement fiscal de 700 millions de FIM.
Le nombre d'employés est progressivement réduit dans les années 80. Le chantier naval de Perno à Turku offre une retraite anticipée pour le personnel âgé de 56 ans et plus.
La nouvelle société est officiellement créée au début de 1987. Le nom de la société est Wärtsilä Meriteollisuus Oy en finnois, Wärtsilä Marinindustri Ab en suédois et internationalement le nom de Wärtsilä Marine est utilisé. Le directeur est Pekka Laine.
Martin Saarikangas, le directeur du chantier naval Wärtsilä Helsinki, est contre la fusion; il ne croit pas à l'avenir du commerce soviétique et Saarikangas travaille dur pour obtenir des projets avec l'Ouest afin de réduire la dépendance de Wärtsilä aux exportations soviétiques. Seul environ 25% des ventes de Wärtsilä vont à l'Union soviétique, tandis que les chantiers de Valmet sont pratiquement entièrement dépendants des exportations vers l'URSS. Au lieu de fusionner, Saarikangas suggère de réorganiser les chantiers de Wärtsilä pour pouvoir faire face au marché. Mais la direction générale, cependant, ne partage pas les vues de Saarikangas et, bien qu'il soit nommé vice-président de Wärtsilä Marine, il est transféré aux États-Unis.

## Nouvelles commandes
Au tout début, Laine conclut un nouvel accord avec le Sudoimport soviétique concernant le transfert en partie d'un projet avec neuf navires des chantiers Valmet au chantier naval de Wärtsilä Perno. Deux des navires sont mis en service au chantier Valmet Laivateollisuus à Turku et un au chantier naval Vuosaari à Helsinki ; les chantiers doivent être fermés après la livraison des navires. Wärtsilä Marine reçoit une commande pour un bateau de croisière de 70 000 tonneaux pour Carnival Cruise Lines (CCL). Le contrat comprend une option pour deux sisterships et les navires doivent être construits dans le chantier Wärtsilä d'Helsinki. Toujours en janvier, Wärtsilä Marine reçoit une autre commande de la société norvégienne Kloster Cruise A/S pour un bateau de croisière de 37 000 tonneaux ; la livraison est prévue pour novembre 1988. Le mois suivant, le suédois Rederi Ab Slite commande un ferry de croisière de 40 000 tonneaux pour la liaison entre la Finlande et la Suède ; ce contrat comprend également une option pour un sistership, qui est signé en juillet suivant. CCL utilise également son option pour les deux unités de croisières de 70 000 tonneaux en septembre suivant. Une nouvelle commande suit en octobre, quand Effoa commande un ferry de croisière de 58 000 tonneaux pour la liason Helsinki - Stockholm, y compris une option pour un sistership, qui est commandé en mars 1988.

## Faiblesses
Le carnet de commandes soudainement élargi place Wärtsilä Marine devant de nouveaux défis et les faiblesses structurelles de l'entreprise apparaissent.
Le capital de la société est de 1,5 milliard de FIM au total. La part de Wärtsilä est de 1,05 milliard FIM et Valmet détient 450 millions FIM. Cependant, le capital est constitué à 90% d'actifs fixes, tels que les biens immobiliers et des équipements, et à peine 150 millions de FIM en espèces.
Le deuxième problème vient des navires commandés, hérités de Valmet, par l'URSS ; les calculs montrent en 1987 que ces navires causent des pertes de 200 à 400 millions de FIM. Cela s'explique en partie par des erreurs de calcul, mais aussi en partie par un choix conscient fait au nom de l'emploi.
Le troisième problème provient des navires de croisière commandés par CCL ; il s'avère que leurs coûts de construction ont également été mal calculés. On ne sait pas si la raison est une erreur de calcul délibérée ou si les coûts des navires ont été sous-estimés. L'Etat a garanti les projets jusqu'à 600 millions de FIM de pertes. Cependant, il est à noter que CCL aurait très probablement obtenu les navires pour moins cher d'un chantier subventionné ailleurs en Europe, mais CCL a choisi Wärtsilä en raison de sa bonne réputation en tant que constructeur de navires de croisière.
Le quatrième problème vient du manque d'employés. Wärtsilä, puis Wärtsilä Marine, a considérablement réduit le personnel de 1985 
à 1988. L'entreprise doit faire appel à des sous-traitants avec des coûts élevés. Le manque d'employés provoque notamment des grèves dans le chantier de Perno.

## Divulgation des problèmes financiers
Au cours de sa première année d'exploitation, 1987, Wärtsilä Marine subit 205 millions de FIM de pertes, ce qui est attendu.
La vérité sur le contrat Valmet avec l'Union soviétique commence à apparaître en 1988. Malgré les pertes, Wärtsilä Marine fait tout son possible pour être en mesure de livrer le navire commandé par l'Union soviétique, car elle veut maintenir le partenariat commercial à long terme. Le chantier Valmet Laivateollisuus à Turku est fermé et les travaux sont déplacés vers les chantiers Rauma-Repola et Hollming, où les travaux sont effectués en sous-traitance et à des coûts élevés. Plus de pertes viennent du projet de Monterey, qui a inclus la conversion d'un vieux navire de fret américain en bateau de croisière dans l'ancien chantier naval de Wärtsilä Turku.
La même année, Pekka Laine quitte son poste à Wärtsilä Marine et rejoint la société mère Wärtsilä. Kari Airaksinen devient le nouveau directeur de Wärtsilä Marine. Le résultat de l'année s'effondre à 638 millions de FIM de pertes et la situation de Wärtsilä Marine commence à paraître alarmante. Dans le rapport annuel de Wärtsilä Corporation, cela est ainsi formulé: " la division Marine est à l'avant-garde de changements croissants".

## Efforts de sauvetage
Le directeur général de Wärtsilä Corporation Tor Stolpe démissionne à la fin de 1988 et Pekka Laine est nommé à sa place à partir du début de 1989. Laine commence à réfléchir frénétiquement à un moyen de sauver la société des pertes de Wärtsilä Marine qui sont ensuite estimées déjà un milliard de markka finlandais. Saarikangas est rappelé en Finlande depuis les États-Unis et a réinstallé le chef du chantier naval d'Helsinki ; il a directement mis en place une équipe pour démarrer un programme de réorganisation urgente, mais le temps presse.
Les médias rapportent début août que Wärtsilä Marine est au bord de la faillite et qu'elle ne peut être sauvée que par un soutien urgent de l'État. Les armateurs ne sont plus en mesure de soutenir le constructeur naval. L'État n'est pas disposé à aider ; Bror Wahlroos, du ministère du Commerce et de l'Industrie, déclare que l'État refuse de devenir propriétaire de Wärtsilä Marine.
Cependant, le 10 août, l'État et Wärtsilä Marine annoncent un plan de financement, auquel participent également deux banques finlandaises, pour la réalisation des projets de construction navale inachevés. Wärtsilä vend 51% de Wärtsilä Marine à Yhdyspankki, Oy Pomi Trading Ab, la caisse de pension Wärtsilä et la fondation de pension Wärtsilä ; le prix des actions est de quatre markka finlandais. Après cela, la participation de Wärtsilä Corporation tombe en dessous de 19% et elle n'a donc pas à la traiter comme une filiale dans les états financiers.

## Faillite
Le 12 octobre, le conseil d'administration de Wärtsilä Marine propose de mettre la société en faillite lors d'une assemblée générale qui doit se tenir le 2 novembre. Les pertes actuelles sont estimées à 1,6 milliard de FIM. Le même jour, les travailleurs du chantier naval de Perno sont en grève et exigent une augmentation de salaire de 10%.
Le conseil d'administration de Wärtsilä Marine est convoqué d'urgence pour une réunion le 23 octobre 1989. La réserve de trésorerie de l'entreprise est épuisée. Le conseil décide de déclarer la société en faillite, elle entre en vigueur à 15 h 30 le même jour.

## Événements après l'effondrement
Au moment même de la déclaration de faillite, Saarikangas prononce son célèbre discours devant les travailleurs du chantier naval d'Helsinki. Les ouvriers du chantier et les sous-traitants, qui ont soudainement perdu leur gagne-pain, sont choqués par la nouvelle. Saarikangas termine son discours en assurant que la faillite ne signifie pas la fin de la construction navale, si les travailleurs sont prêts à la poursuivre à de nouvelles conditions.
Juste après son discours, Saarikangas appelle Ted Arison, le propriétaire américain de Carnival Cruise Lines, qui a trois navires de croisière dans le carnet de commandes de Wärtsilä Marine. Arison arrive en Finlande seulement onze heures après ; cela est suivi d'un certain nombre de réunions et de négociations avec les créanciers et d'autres parties. Quatre jours seulement après Saarikangas créé une nouvelle société, Helsinki New Shipyard. La base financière pour la finalisation des navires inachevés est assurée par une lettre d'intention signée par Arison. Le chantier de Turku est redémarré de la même manière, sous le nom de Turku New Shipyard. Les deux chantiers sont organisés sous la nouvelle société Masa-Yards le 9 novembre ; le nom Masa vient des initiales de Martin Saarikangas.
Saarikangas dit par la suite que le redémarrage des chantiers n'a pas été possible sans l'aide de Ted Arison.

## Conséquences
Saarikangas juge la faillite inutile, affirmant qu'elle est simplement basée sur un manque de liquidités, car la société est sur le point de recevoir un paiement pour le Cinderella et quelques mois après que CCL paye 80% pour le bateau de croisière Fantasy. D'un autre côté, il pense que la faillite est, bien que théoriquement évitable, toujours le moyen le plus simple de restructurer l'entreprise ; Saarikangas réembauchent presque tous les cols bleus, mais seulement les deux tiers des cols blancs.

## Navires concernés

### Chantier naval d'Helsinki

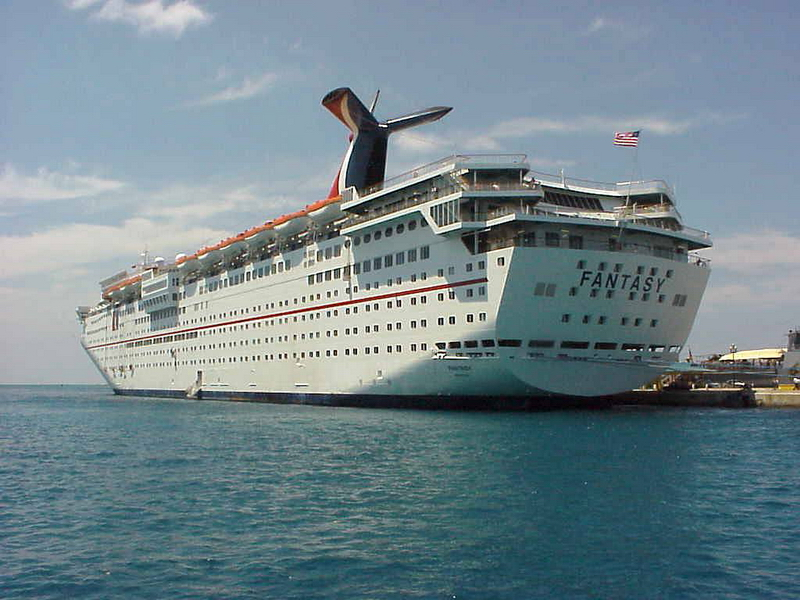
NB 479, M/S Fantasy, était à quai pour l'équipement et presque terminé.

### Chantier naval de Perno

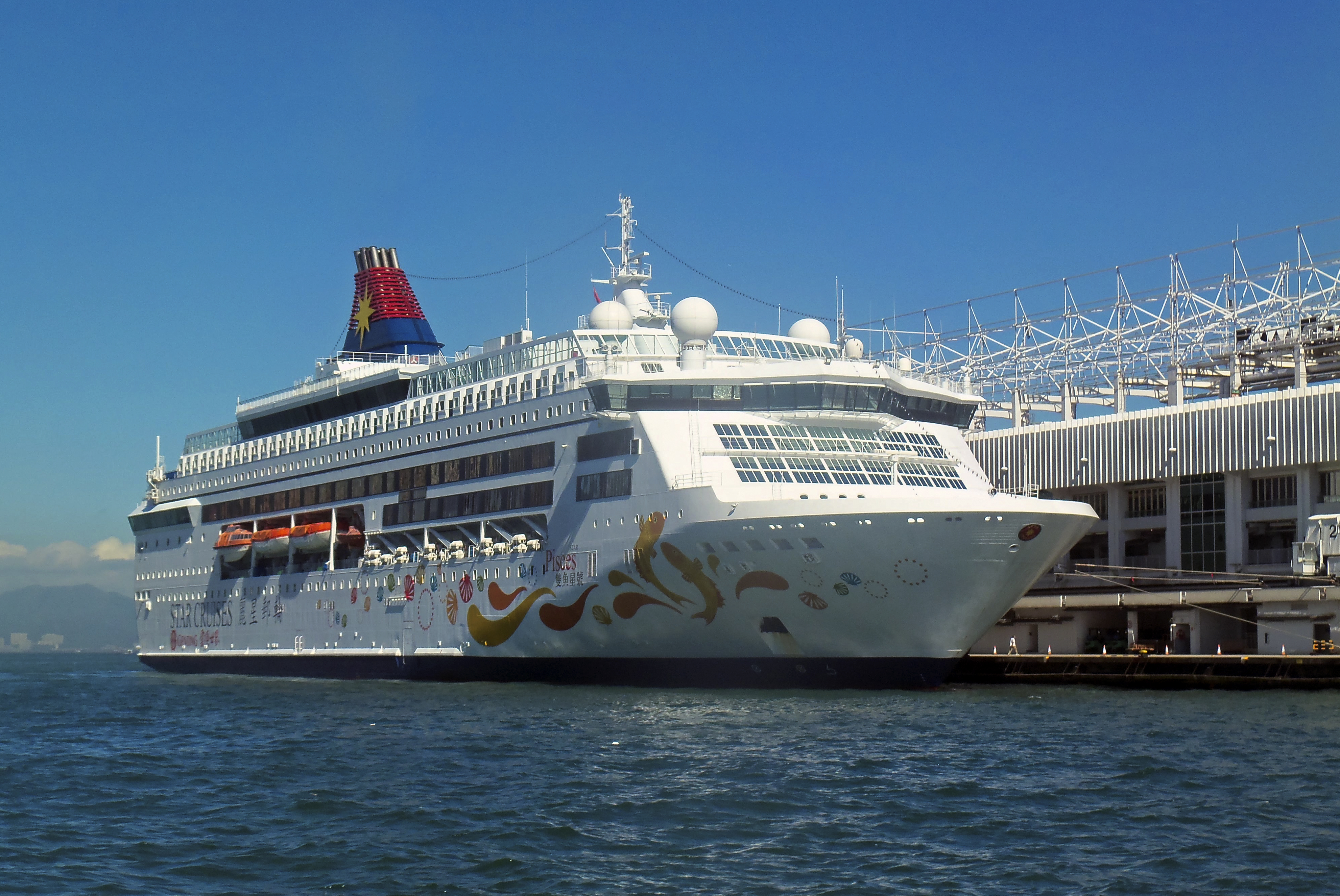
NB 1298, M/S Kalypso, nowadays M/S Star Pisces, was at quay for outfitting.
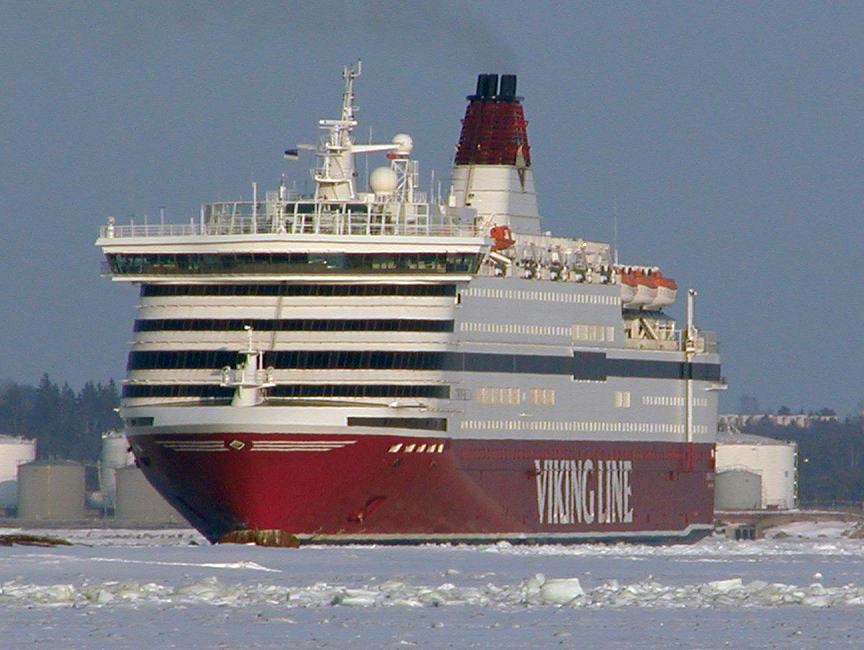
NB 1302, M/S Cinderella, was at quay for outfitting.
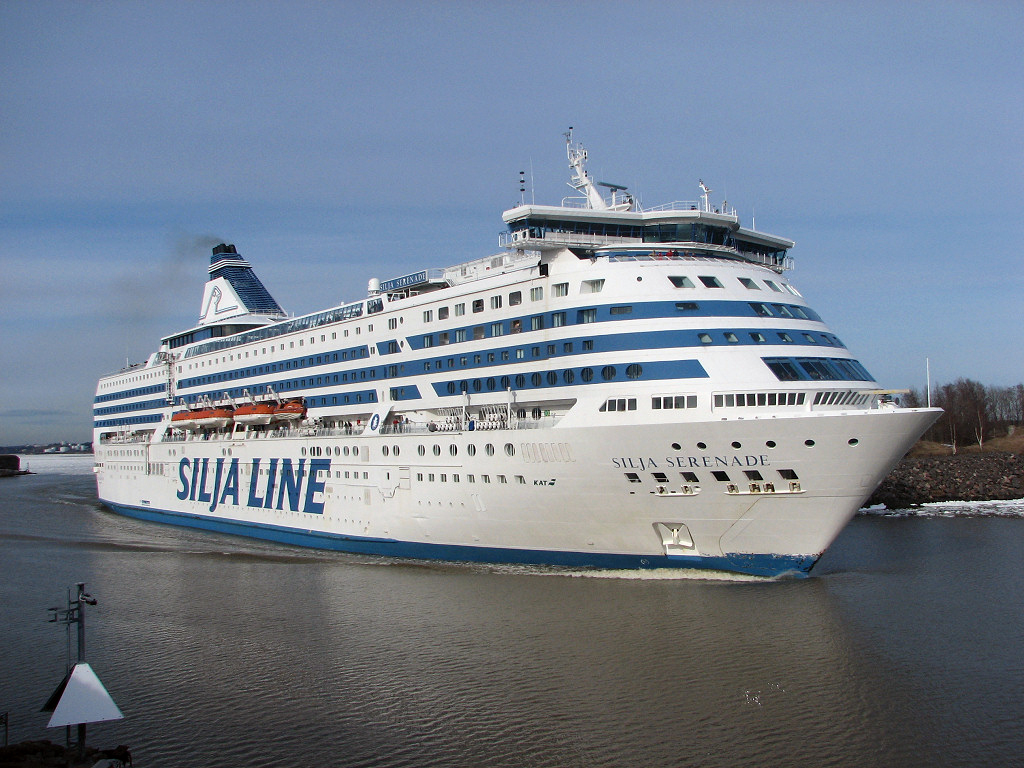
NB 1301, M/S Silja Serenade, was still not launched but being under construction in dry dock.
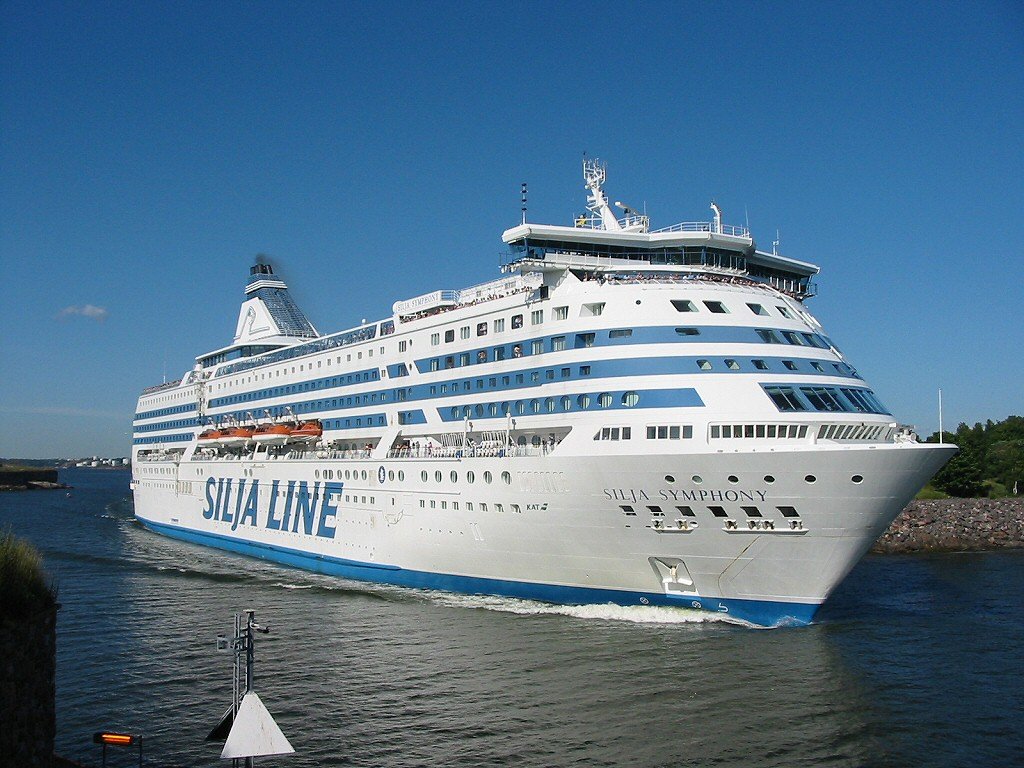
Construction of NB 1309, M/S Silja Symphony, was started.
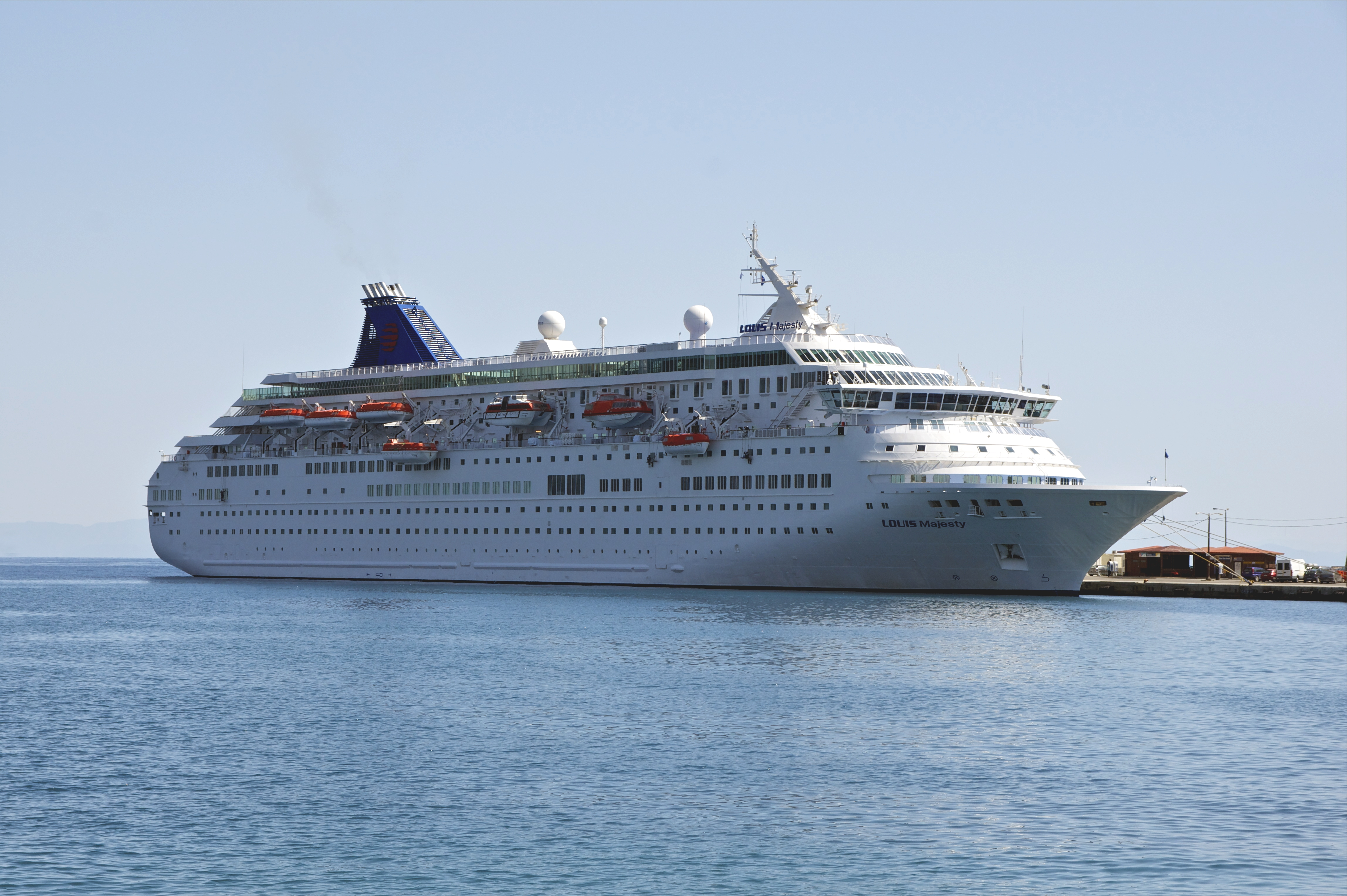
Construction of NB 1323, M/S Royal Majesty, nowadays M/S Louis Majesty, was started.
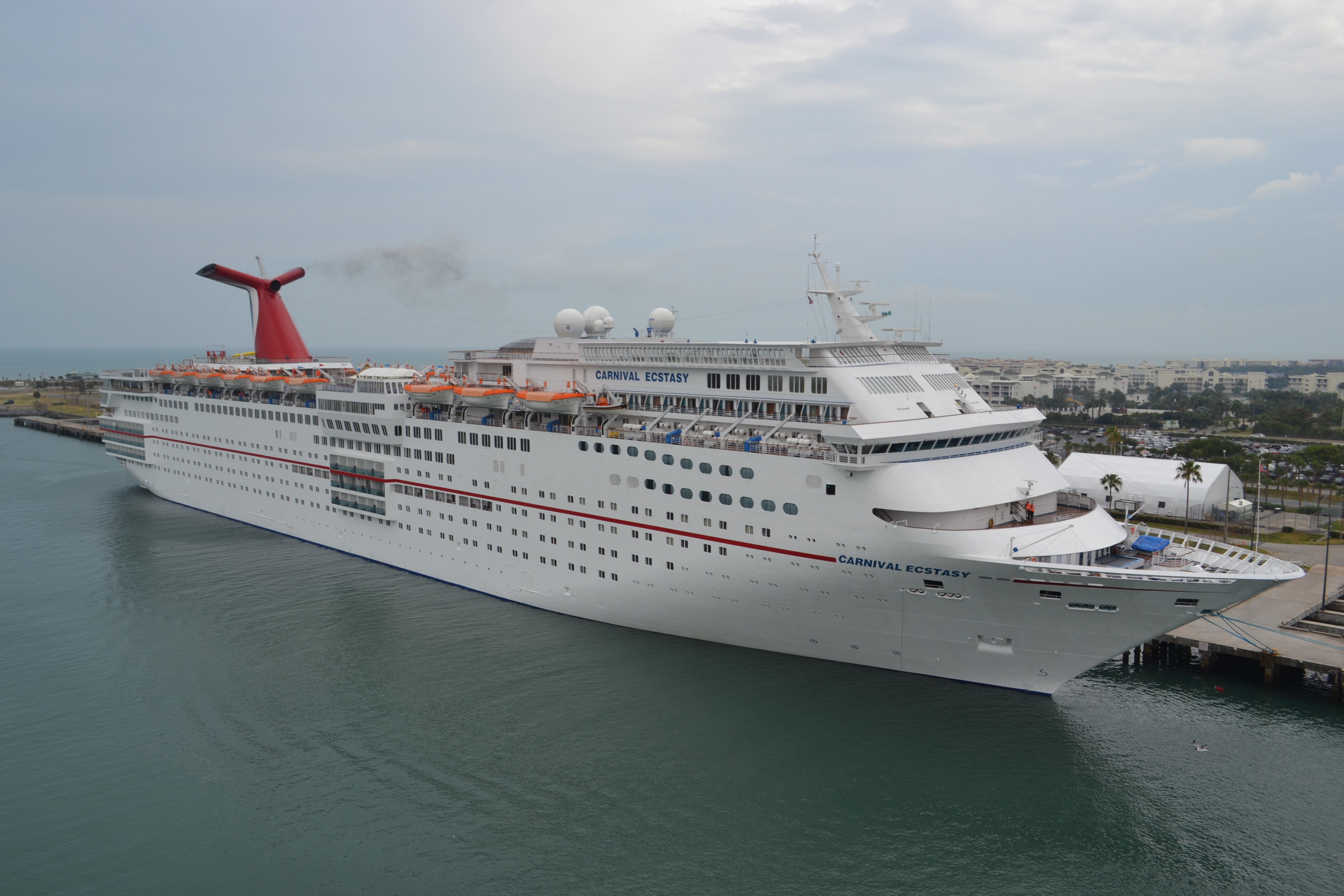
NB 1299, M/S Ecstasy, was on drawing board; it was finally constructed in Helsinki shipyard as NB 480.
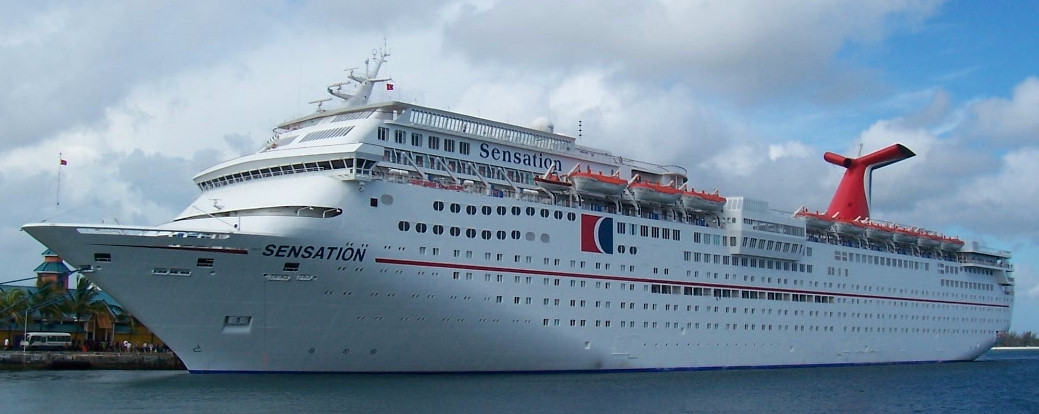
NB 1300, M/S Sensation, was on drawing board; it was finally built in Helsinki shipyard as NB 484.